# Мемориал на месте гибели Юрия Гагарина и Владимира Серёгина
Мемориальный комплекс на месте гибели Юрия Алексеевича Гагарина и находившегося вместе с ним в самолёте лётчика-испытателя Владимира Сергеевича Серёгина установлен в 2,5 км к юго-западу от деревни Новосёлово Киржачского района Владимирской области.
Мемориал был открыт 17 октября 1975 года, спустя семь лет после гибели летчиков. До этого на месте их гибели находился временный мемориальный камень.

Над созданием памятного мемориала работала группа скульпторов и архитекторов, руководил работами которой профессор Н. Н. Уллас. В группу также вошли: скульптор М. Н. Болховитинов и главный архитектор Владимирской области А. П. Акимов.
27 января 2021 года мемориальный комплекс на месте гибели Юрия Гагарина перешёл из муниципальной собственности в федеральную.
В настоящее время на территории мемориального комплекса ведутся работы по созданию новых входящих в него объектов, в частности, планируется установка двадцати стел, посвящённых первым космонавтам, и организация трибун для проведения массовых мероприятий.

## Описание мемориала
Мемориал состоит из нескольких частей, появившихся в разное время. Первой была установлена стела из красного гранита высотой 16 метров, выполненная в виде стилизованно изображённого крыла самолёта. На стеле высечены портреты Гагарина и Серёгина, у её основания положено кольцо из чёрного лабрадорита, внутри которого на пятиугольной плите выбита надпись:
«27 марта 1968 года на этом месте в авиационной катастрофе погибли первый космонавт мира, Герой Советского Союза Юрий Алексеевич Гагарин и лётчик-испытатель, Герой Советского Союза Владимир Сергеевич Серёгин»
Также в мемориальный комплекс входит установленный рядом самолёт МиГ-15УТИ, который является копией самолёта, на котором выполняли полёт погибшие лётчики. Истребитель был передан для мемориального комплекса Министерством обороны Советского Союза.
Также на территории мемориала отмечены деревья, которые были сбиты при падении самолётом Гагарина и Серёгина.
Также на территории мемориала на личные средства космонавта Алексея Леонова была восстановлена церковь Андрея Первозванного, которая находилась неподалёку от места авиакатастрофы в дореволюционный период. Также на территории комплекса поставлен храм-часовня Георгия Победоносца.
У входа на территорию мемориала установлена памятная стена, на которой символически изображена взлётная траектория, на вершине которой помещены две звезды, символизирующие погибших обладателей Звезды Героя. Ниже на стене укреплена чёрная табличка, на которой нанесён следующий текст:
«Мемориал на месте трагической гибели Ю. А. Гагарина, лётчика-космонавта СССР, осуществившего первый в мире полёт человека в космос, и лётчика-испытателя В. С. Серёгина»